# Åländska

Finlandssvenska dialekter. Åländska med grönt.

Åländska är en svensk dialektgrupp som talas på Åland. Åländskan kan i geografisk mening uppfattas som en variant av östsvenska, men dialekten ligger närmare uppländskan än finlandssvenskan. Ålänningarna betecknar oftast inte åländskan som finlandssvenska. Åland är enspråkigt svenskt och Ålands svenska språk och kultur skyddas i självstyrelselagen. Ålands geografiska placering mellan fasta Finland och Sverige avspeglas även i åländskan då vissa åländska dialekter liknar finlandssvenskan medan andra är nästan identiska med det svenska riksspråket. Liksom andra språk förändras åländskan av utvecklingen i samhället. Då Ålands historia präglas av kontakter med övriga Finland och Sverige har de starkaste influenserna på språket på Åland kommit från dessa länder, men Ålands sjöfartshistoria och migrationen till framför allt USA har även satt sin prägel på språket. I åländskan går det därför att hitta spår av finska, ryska samt brittisk och amerikansk engelska.[källa behövs]

## Typisk åländska
Åländskan har kvar många arkaiska ord och uttryck som dock är fullt förståeliga för en rikssvensk. Exempelvis: Gå ti bykstugan och hämt ett ämbar (gå till tvättstugan och hämta en hink). Andra ord har helt annan betydelse än i rikssvenskan. Ett exempel på det senare är ordet batting, ursprungligen från engelskans batten, som på åländska betyder träbalk.
Ordet inte ersätter ålänningarna med int eller inga, "Jag har inga/int vari' där".
I uttrycket Siddu barra! kombineras ’ser du’ – på åländska uttalat sir du – med ett åländskt bara – d.v.s. barra – och får betydelsen ’ser man på’.

## Skillnader mellan västlig och östlig åländska
Västlig åländska utmärks av sin anknytning till dialekterna i östra Uppland (Roslagen). Speciellt gäller detta den åländska kommunen Eckerö. Mellan Eckerös och Roslagens dialekter finns flera likheter, bland annat initialt h-bortfall. De genuina öståländska dialekterna har däremot gemensamma drag med dialekterna i Åboland och södra Österbotten. Även ordförrådet skiljer mellan västlig och östlig åländska. I väståländska (och uppländska) mål finns exempelvis verbet krypa och adjektivet kullig. Motsvarande ord är i öståländska kräka och snuvig.

## Språkprov
Eckerödialekt (västra Åland) inspelat år 2006 (se fil för transkription).
Föglödialekt (östra Åland) inspelat år 1971 av Per Henrik Solstrand.